# Złoty Glob dla najlepszej aktorki drugoplanowej w serialu, miniserialu lub filmie telewizyjnym
Złoty Glob dla najlepszej aktorki drugoplanowej w serialu, miniserialu lub filmie telewizyjnym to kategoria Złotych Globów, przyznawana od 1970 roku przez Hollywoodzkie Stowarzyszenie Prasy Zagranicznej. Jest przyznawana aktorkom w rolach drugoplanowych grającym w serialach, miniserialach lub filmach telewizyjnych.
Laureatki są zaznaczone pogrubionym drukiem. Obok nich podane są role, za jaką otrzymały nagrodę.

## 2000–2009
| 2000 | 2001 |
| --- | --- |
| - Vanessa Redgrave – Gdyby ściany mogły mówić 2 jako Edith Tree - Kim Cattrall – Seks w wielkim mieście jako Samantha Jones - Faye Dunaway – Gorączka wyborcza jako Meg Gable - Allison Janney – Prezydencki poker jako C.J. Cregg - Megan Mullally – Will & Grace jako Karen Walker - Cynthia Nixon – Seks w wielkim mieście jako Miranda Hobbes | - Rachel Griffiths – Sześć stóp pod ziemią jako Brenda Chenowith - Jennifer Aniston – Przyjaciele jako Rachel Green - Tammy Blanchard – Historia Judy Garland jako młoda Judy Garland - Allison Janney – Prezydencki poker jako C.J. Cregg - Megan Mullally – Will & Grace jako Karen Walker                                             |
| 2002 | 2003 |
| - Kim Cattrall – Seks w wielkim mieście jako Samantha Jones - Megan Mullally – Will & Grace jako Karen Walker - Cynthia Nixon – Seks w wielkim mieście jako Miranda Hobbes - Parker Posey – Piekło na obcasach jako Jinger Heath - Gena Rowlands – Historyczna ślepota jako Virginia Miller                                                       | - Mary-Louise Parker – Anioły w Ameryce jako Harper Pitt - Kim Cattrall – Seks w wielkim mieście jako Samantha Jones - Kristin Davis – Seks w wielkim mieście jako Charlotte York - Megan Mullally – Will & Grace jako Karen Walker - Cynthia Nixon – Seks w wielkim mieście jako Miranda Hobbes                                         |
| 2004 | 2005 |
| - Anjelica Huston – Niezłomne jako Carrie Chapman Catt - Drea de Matteo – Rodzina Soprano jako Adriana La Cerva - Nicollette Sheridan – Gotowe na wszystko jako Edie Britt - Charlize Theron – Peter Sellers: Życie i śmierć jako Britt Ekland - Emily Watson – Peter Sellers: Życie i śmierć jako Anne Howe                                      | - Sandra Oh – Chirurdzy jako Cristina Yang - Candice Bergen – Orły z Bostonu jako Shirley Schmidt - Camryn Manheim – Elvis – Zanim został królem jako Gladys Presley - Elizabeth Perkins – Trawka jako Celia Hodes - Joanne Woodward – Empire Falls jako Francine Whiting                                                                |
| 2006 | 2007 |
| - Emily Blunt – Gideon’s Daughter jako Natasha Warner - Toni Collette – Tsunami – po katastrofie jako Kathy Graham - Katherine Heigl – Chirurdzy jako Isobel „Izzie” Stevens - Sarah Paulson – Studio 60 jako Harriet Hayes - Elizabeth Perkins – Trawka jako Celia Hodes                                                                         | - Samantha Morton – Longford jako Myra Hindley - Rose Byrne – Układy jako Ellen Parsons - Rachel Griffiths – Bracia i siostry jako Sarah Whedon - Katherine Heigl – Chirurdzy jako Isobel „Izzie” Stevens - Anna Paquin – Pochowaj me serce w Wounded Knee jako Elaine Goodale - Jaime Pressly – Mam na imię Earl jako Joy Farrah Turner |
| 2008 | 2009 |
| - Laura Dern – Decydujący głos jako Katherine Harris - Eileen Atkins – Cranford jako Deborah Jenkyns - Melissa George – Terapia jako Laura - Rachel Griffiths – Bracia i siostry jako Sarah Whedon - Dianne Wiest – Terapia jako Gina | - Chloë Sevigny – Trzy na jednego jako Nicki Grant - Jane Adams – Wyposażony jako Tanya Skagle - Rose Byrne – Układy jako Ellen Parsons - Jane Lynch – Glee jako Sue Sylvester - Janet McTeer – W czasie burzy jako Clementine Churchill                                                                                                 |

## 2010–2019
| 2010 | 2011 |
| --- | --- |
| - Jane Lynch – Glee jako Sue Sylvester - Hope Davis – Władcy świata jako Hillary Clinton - Kelly Macdonald – Zakazane imperium jako Margaret Schroeder - Julia Stiles – Dexter jako Lumen Pierce - Sofía Vergara – Współczesna rodzina jako Gloria Delgado-Pritchett                                                     | - Jessica Lange – American Horror Story jako Constance Langdon - Kelly Macdonald – Zakazane imperium jako Margaret Schroeder - Maggie Smith – Downton Abbey jako Violet Crawley - Evan Rachel Wood – Mildred Pierce jako Veda Pierce - Sofía Vergara – Współczesna rodzina jako Gloria Delgado-Pritchett     |
| 2012 | 2013 |
| - Maggie Smith – Downton Abbey jako Violet Crawley - Hayden Panettiere – Nashville jako Juliette Barnes - Archie Panjabi – Żona idealna jako Kalinda Sharma - Sarah Paulson – Zmiana w grze jako Nicolle Wallace - Sofía Vergara – Współczesna rodzina jako Gloria Delgado-Pritchett                                     | - Jacqueline Bisset – Dancing on the Edge jako Lady Lavinia Cremone - Janet McTeer – Biała królowa jako Jacquetta Luksemburska - Hayden Panettiere – Nashville jako Juliette Barnes - Monica Potter – Parenthood jako Kristina Braverman - Sofía Vergara – Współczesna rodzina jako Gloria Delgado-Pritchett |
| 2014 | 2015 |
| - Joanne Froggatt – Downton Abbey jako Anna Bates - Uzo Aduba – Orange Is the New Black jako Suzanne „Szalone Oczy” Warren - Kathy Bates – American Horror Story: Freak Show jako Ethel Darling - Allison Janney – Mamuśka jako Bonnie Plunkett - Michelle Monaghan – Detektyw jako Maggie Hart                          | - Maura Tierney – The Affair jako Helen Solloway - Uzo Aduba – Orange Is the New Black jako Suzanne „Szalone Oczy” Warren - Joanne Froggatt – Downton Abbey jako Anna Bates - Regina King – American Crime jako Aliyah Shadeed - Judith Light – Transrodzic jako Shelly Pfefferman                           |
| 2016 | 2017 |
| - Olivia Colman – Nocny recepcjonista jako Angela Burr - Lena Headey – Gra o tron jako Cersei Lannister - Chrissy Metz – Tacy jesteśmy jako Kate Pearson - Mandy Moore – Tacy jesteśmy jako Rebecca Pearson - Thandie Newton – Westworld jako Maeve Millay                                                               | - Laura Dern – Wielkie kłamstewka jako Renata Klein - Ann Dowd – Opowieść podręcznej jako Lydia - Chrissy Metz – Tacy jesteśmy jako Kate Pearson - Michelle Pfeiffer – Arcyoszust jako Ruth Madoff - Shailene Woodley – Wielkie kłamstewka jako Jane Chapman                                                 |
| 2018 | 2019 |
| - Patricia Clarkson – Ostre przedmioty jako Adora Crellin - Alex Borstein – Wspaniała pani Maisel jako Susie Myerson - Penélope Cruz – American Crime Story: Zabójstwo Versace jako Donatella Versace - Yvonne Strahovski – Opowieść podręcznej jako Serena Joy Waterford - Thandie Newton – Westworld jako Maeve Millay | - Patricia Arquette – The Act jako Dee Dee Blanchard - Helena Bonham Carter – The Crown jako księżniczka Małgorzata - Toni Collette – Niewiarygodne jako Grace Rasmussen - Meryl Streep – Wielkie kłamstewka jako Mary Louise Wright - Emily Watson – Czarnobyl jako Uliana Chomiuk                          |